# عمارة هويسالا

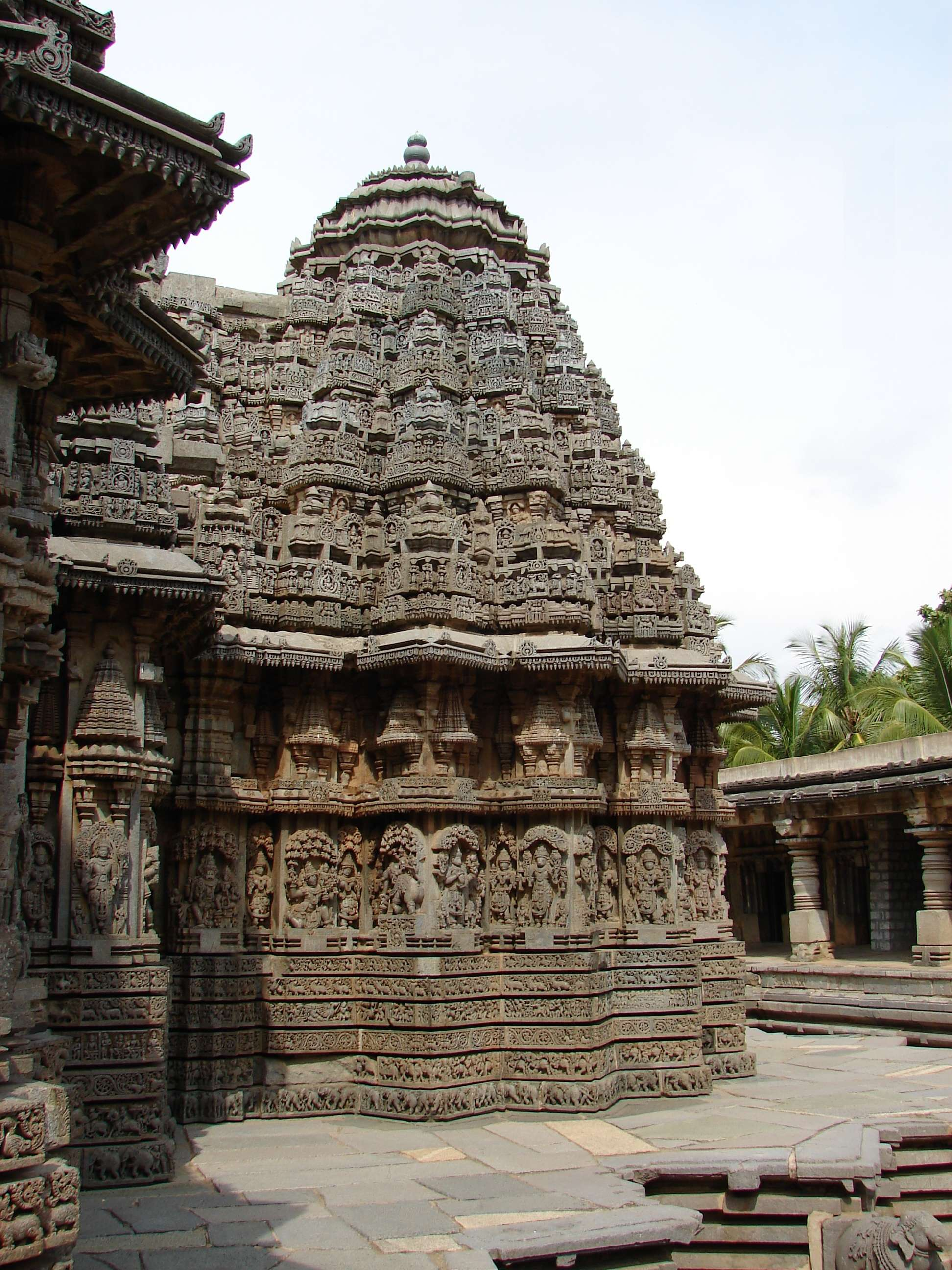
لمحة عن عمارة هويسالا

عمارة هويسالا (بالإنجليزية: Hoysala architecture)‏ هي أسلوب البناء في عمارة المعابد الهندوسية التي تطورت في ظل حكم إمبراطورية هويسالا بين القرنين الحادي عشر والرابع عشر، في المنطقة المعروفة اليوم باسم كارناتاكا، وهي ولاية هندية. بلغ تأثير هويسالا ذروته في القرن الثالث عشر، عندما سيطرت الإمبراطورية على هضبة الدكن. ما تزال المعابد الكبيرة والصغيرة التي بُنيت خلال هذه الحقبة أمثلة على الطراز المعماري لهويسالا، بما في ذلك معبد تشيناكسافا في بيلور ومعبد هويساليسورا في هاليبيدو ومعبد كيسافا في سوماناثابورا. من الأمثلة الأخرى على حرفية هويسالا هي المعابد الموجودة في بيلافادي وأمروتسفارا وهوسالالو وموسالي وأراسيكيري وباسارالو وكيكيري ونوغيهالي. كشفت دراسة أسلوب هويسالا المعماري عن تأثير هندوسي آري متواضع بينما كان تأثير الأسلوب الهندي الجنوبي أكثر وضوحًا.
تعكس المعابد التي شُيدت قبل استقلال هويسالا في منتصف القرن الثاني عشر تأثيرات معمارية من تشالوكيا الغربية، بينما تحفظ المعابد اللاحقة بعض السمات البارزة لعمارة تشالوكيا الغربية مع وجود زخارف وعناصر تزيينية مبتكرة إضافية، وهي ميزات فريدة من نوعها تميز الحرفيين في هويسالا. جرى تمييز نحو 300 معبد ناجيًا في ولاية كارناتاكا الحالية وذُكر العديد منها في النقوش، على الرغم من أن نحو 70 معبدًا فقط قد جرى توثيقه. تتركز أكثر المعابد في مناطق مالناد (التل)، الموطن الأصلي لملوك هويسالا.
صنف الباحث المؤثر آدم هاردي عمارة هويسالا كجزء من تقليد كارناتا درافيدا وهو اتجاه داخل عمارة الدرفيدية في الدكن، يختلف عن أسلوب التاميل في الجنوب. تشمل المصطلحات الأخرى للتقاليد كل من عمارة فيسارا وتشالوكيا، وهي مقسمة إلى العمارة المبكرة لبادامي تشالوكيا وعمارة تشالوكيا الغربية التي سبقت هويسالا مباشرة. يغطي التقليد بأكمله فترة من نحو سبعة قرون بدأت في القرن السابع تحت رعاية سلالة تشالوكيا في بادامي، وتطورت بشكل أكبر في عهد راشتراكوتا من مانياخيتا خلال القرنين التاسع والعاشر وتشالوكيا الغربية (أو لاحقًا تشالوكيا) من باسافاكاليان في القرنين الحادي عشر والثاني عشر. كانت المرحلة الأخيرة من تطورها وتحولها إلى أسلوب مستقل خلال فترة حكم هويسالا في القرنين الثاني عشر والثالث عشر. تقدم نقوش العصور الوسطى المعروضة بشكل بارز في مواقع المعابد معلومات حول التبرعات التي قُدمت من أجل صيانة المعبد، وتفاصيل التكريس وفي بعض الأحيان التفاصيل المعمارية حتى.

## آلهة المعبد

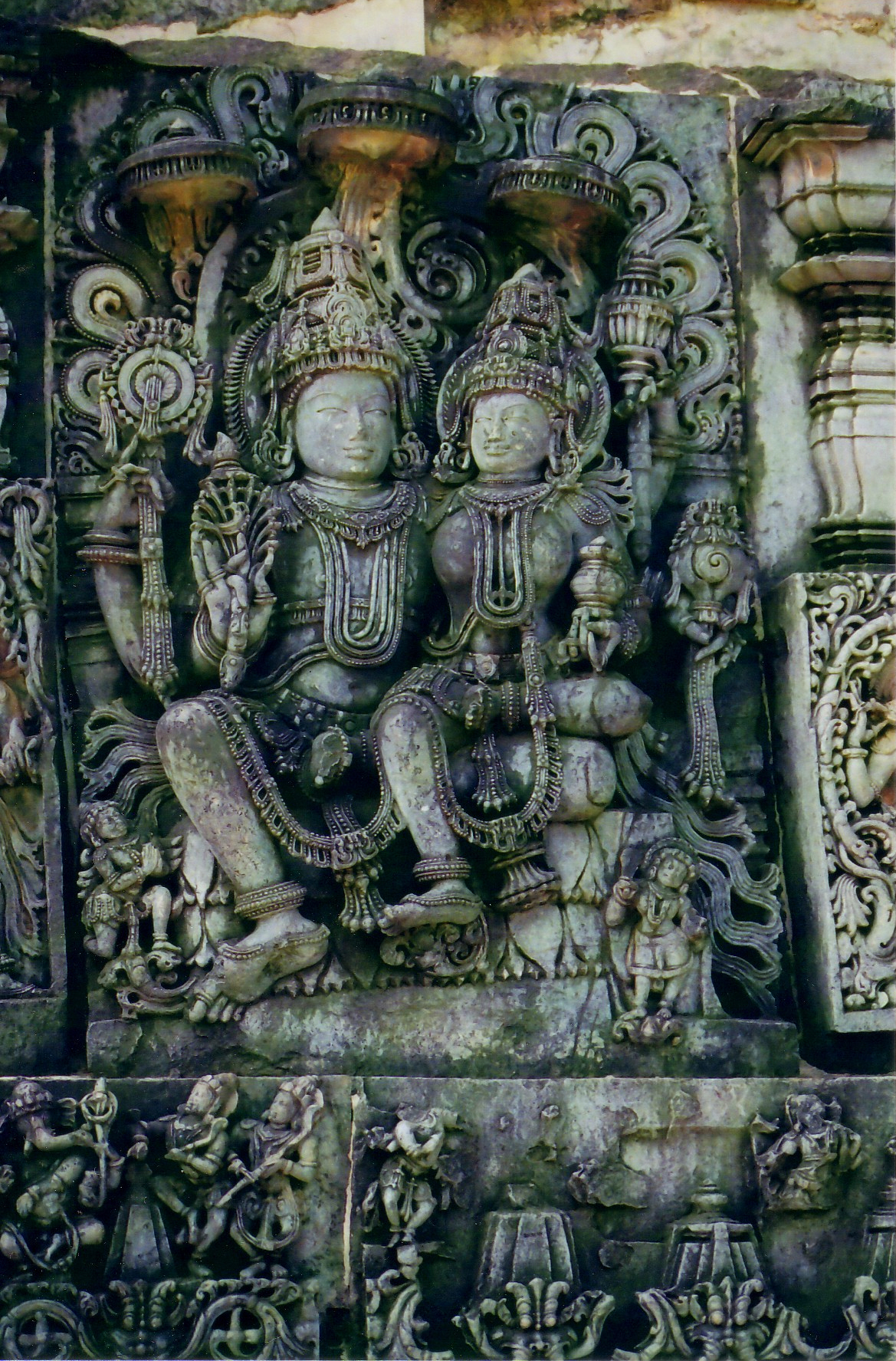
Lakshmi Narayan sculpture at Hoysaleshwara Temple, Halebidu, Karnataka, India

الهندوسية هي مزيج من المعتقدات العلمانية والمقدسة والطقوس والممارسات اليومية والتقاليد التي تطورت على مدار أكثر من 2000 عام وتجسد رمزية معقدة تجمع بين العالم الطبيعي والفلسفة.
بدأت المعابد الهندوسية كأضرحة بسيطة تضم إلهًا وبحلول وقت هويسالا، تطورت إلى صروح واضحة المعالم سعى فيها المصلون إلى تجاوز العالم اليومي. لم تقتصر معابد هويسالا على أي تقليد منظم بشكل خاص للهندوسية وشجعت الحجاج من مختلف الحركات الهندوسية التعبدية. كرس الهويسالا عادة معابدهم لشيفا أو فيشنو (اثنان من الآلهة الهندوسية الشهيرة)، لكنهم بنوا أحيانًا بعض المعابد المخصصة لعقيدة جاين أيضًا. يُطلق على عبدة شيفا اسم الشيفيين وعلى عبدة فيشنو اسم الفيشنويين، في حين أن الملك فيشنوفاردانا وأحفاده كانوا فيشنويين، تظهر السجلات أن الهويسالا قد حافظوا على الانسجام الديني من خلال بناء العديد من المعابد المخصصة لشيفا كما فعلوا مع فيشنو.
تتميز معظم هذه المعابد بسمات علمانية ذات موضوعات واسعة تُصور من خلال المنحوتات التي تحويها. يمكن رؤية ذلك في معبد تشناكسافا الشهير في بيلور المخصص لعبادة الإله فيشنو، وفي معبد هويساليسورا في هالبيدو المخصص لعبادة الإله شيفا. يختلف معبد كيسافا في سوماناتابورا بكون زخرفته تقتصر على الفيشنوية. خُصصت معابد فيشنو بشكل عام لكيشافا (أو لتشيناكيشافا التي تعني «الفيشنو الجميل») بينما يجري تخصيص عدد صغير منها لاكشمينارايانا ولاكشميناراسيما (كل من نارايانا وناراسيما كلاهما أفاتار أو مظاهر جسدية من فيشنو)، مع لاكشمي زوجة فينو جالسة عند قدميه. تُسمى المعابد المخصصة لفيشنو على اسم الإله.
تحتوي معابد شيفا على لينغا، رمز الخصوبة والرمز العالمي لشيفا في الضريح. يمكن أن تنتهي أسماء معابد شيفا بلاحقة إشوارا التي تعني «الرب». فعلى سبيل المثال، «هويساليسورا» يعني «إله هويسالا». يمكن أيضًا تسمية المعبد على اسم المتعبد الذي أمر ببناء المعبد، ومثال على ذلك، معبد بوسفارا في كورافانجالا، الذي سمي على اسم المتعبد بوسي. تُعد الصفوف الأفقية من الزخارف وتفاصيل النقوش البارزة والصور المنحوتة بشكل معقد للإلهة والإلهات وحضورهم على ألواح الجدارن الخارجية للمعبد، من أكثر الزخارف النحتية لفتًا للانتباه.
يُعد معبد («إلهة الثروة») المعروف باسم دوداجادافالي لاكشمي ديفين استثناء لأنه ليس مخصصًا لفيشنو أو حتى شيفا. انعكست هزيمة سلالة غانغا الغربية الجاينية (في جنوب كارناتاكا الحالية) على يد تشولا في أوائل القرن الحادي عشر، والأعداد المتزايدة لأتباع الفيشنوية الهندوسية والفيراشيفية في القرن الثاني عشر من خلال انخفاض الاهتمام بالجاينية. في جميع الأحوال، هناك موقعين بارزين لعبادة الجاينية في إقليم هويسالا هما شرافانابلاغولا وكامباداهالي. بنى الهويسالا معابد لجاين لتلبية احتياجات متبعي الجاينية، وقد نجا عدد قليل منها في هالبيدو ومنها ما يحتوي على أيقونات التيرتانكاراس الجاينية. بنوا آبار متدرجة تُسمى بوشكارني أو كالياني، ويُعد الخزان المزخرف في هوليكير مثالًا على ذلك. يحتوي الخزان على 12 مزارًا صغيرا تحتوي على آلهة هندوسية.
الإلهان اللذان عُثر عليهما في نحت معبد هويسالا هما شيفا وفيشنو بأشكالهما المختلفة والأفاتار الخاص بهما (التجسيدات). يظهر شيفا عادة بأربعة أذرع تحمل رمحًا متعدد الرؤوس وطبلًا صغيرًا من بين بعض الرموز الأخرى الي تدل على الأشياء التي تُعبد بشكل مستقل عن الصورة الإلهية التي ترتبط بها. أي رمز ذكر يُصور بهذه الطريقة هو شيفا، على الرغم من أن أيقونة الأنثى تُصور في بعض الأحيان بهذه الصفات على أنها زوجة شيفا، بارفاتي. يوجد صور مختلفة للإله شيفا منها ما تُظهره عاريًا (شكل كلي أو جزئي)، وهو يؤدي بعض الأنشطة مثل قتل شيطان (أنداكا) أو الرقص على رأس فيل مقتول (غاجاسورا) وحمل جلد الفيل على ظهره. غالبًا ما يكون برفقة زوجته بارفاتي أو يظهر مع ناندي الثور. قد يجري تمثيله على أنه بايرافا وهو أحد مظاهر شيفا العديدة.